# Mineral del Monte
Mineral del Monte är en kommunhuvudort i Mexiko.   Den ligger i kommunen Mineral del Monte och delstaten Hidalgo, i den sydöstra delen av landet, 90 km nordost om huvudstaden Mexico City. Mineral del Monte ligger 2 718 meter över havet och antalet invånare är 10 790.
Terrängen runt Mineral del Monte är kuperad. Runt Mineral del Monte är det mycket tätbefolkat, med 1 135 invånare per kvadratkilometer. Närmaste större samhälle är Pachuca de Soto, 6,7 km väster om Mineral del Monte. Omgivningarna runt Mineral del Monte är i huvudsak ett öppet busklandskap.